# Sant’Alfio
Sant’Alfio település Olaszországban, Szicília régióban, Catania megyében. Lakosainak száma 1509 fő (2023. január 1.). Sant’Alfio Belpasso, Biancavilla, Bronte, Linguaglossa, Maletto, Piedimonte Etneo, Randazzo, Zafferana Etnea, Adrano, Castiglione di Sicilia, Nicolosi, Giarre, Mascali és Milo községekkel határos.

## Népesség
A település lakossága az elmúlt években az alábbi módon változott:
| Lakosok száma | 1582 | 1563 | 1509 |
|               | 2017 | 2018 | 2023 |